# Bavans
Bavans település Franciaországban, Doubs megyében. Lakosainak száma 3566 fő (2022. január 1.). Bavans Sainte-Marie, Étouvans, Présentevillers, Voujeaucourt, Berche és Dampierre-sur-le-Doubs községekkel határos.

## Népesség
A település népességének változása:
| Lakosok száma | 2594 | 4148 | 4144 | 3620 | 3718 | 3683 | 3640 | 3616 | 3604 | 3566 |
|               | 1968 | 1982 | 1990 | 2006 | 2013 | 2015 | 2017 | 2019 | 2020 | 2022 |